# ニコラ・ファーゴ
ニコラ・ファーゴ（Nicola Fago, 1677年2月26日 - 1745年2月18日）は、イタリア・バロックの作曲家、音楽教師。

## 生涯
ファーゴはターラントの生まれ。1693年から1695年にかけて、ナポリのコンセルヴァトーリオ・デッラ・ピエタ・デイ・トゥルキーニ（Conservatorio della Pietà dei Turchini）で音楽を学んだ。1704年から1708年まで、コンセルヴァトーリオ・サントノフリオで、1705年から1740年まで母校であるコンセルヴァトーリオ・デッラ・ピエタ・デイ・トゥルキーニで、1709年から1731年までテゾーロ・ディ・サン・ジェンナーロでそれぞれ働いた。
1745年、ナポリで亡くなった。

## 作品
- Lo Masiello（ドランマ・ペル・ムジカ、1712年）
- L'Astratto（ドランマ・ペル・ムジカ、1709年）
- Il Radamista（ドランマ・ペル・ムジカ、1707年）
- La Dafne（favola pastorale in stile arcadico、1714年）
- Cassandra Indovina（ドランマ・ペル・ムジカ、1711年）
- Magnificat（10声と楽器のための）
- Stabat Mater（4声と四重奏のための）
- Il Faraone Sommerso
- Le fenzejune abbendurate（コンメディア・ペル・ムジカ、1710年）
- La Cianna（コンメディア・ペル・ムジカ、1711年）